# Masques et bergamasques
Masques et bergamasques, opera 112, è un omaggio musicale del XX secolo al mondo delle feste galanti del XVIII secolo, scritto dal compositore, organista e direttore d'orchestra Gabriel Fauré (1845-1924).

## Storia
Opera tarda dell'autore, oggi viene comunemente eseguita nella forma della suite orchestrale. Ma ebbe origine da circostanze insolite.
Eseguita per la prima volta a Monte Carlo il 10 aprile 1919, fu commissionata da Alberto I, Principe di Monaco, e fu ideata per accompagnare uno spettacolo d'intrattenimento di un solo atto, ballato e cantato, su un libretto di René Fauchois ispirato a Paul Verlaine, il cui contenuto tratta di un gruppo di attori della commedia dell'arte che spiano gli incontri amorosi dei membri aristocratici del loro pubblico. I suoi movimenti furono quasi tutti ricavati da composizioni precedenti del musicista:
1. Ouverture (da una sinfonia incompiuta del 1869)
2. Pastorale (l'unico movimento originale)
3. Madrigale (Op. 35, 1884; per coro e orchestra)
4. Le plus doux chemin (Op. 87 Nr. 1, 1904; per tenore e orchestra)
5. Menuet (dalla sinfonia del 1869)
6. Clair de lune (Op. 46 Nr. 2, 1887; per tenore e orchestra)
7. Gavotte (dalla sinfonia del 1869)
8. Pavane (Op. 50, 1887)

Il titolo, Masques et bergamasques (Maschere e bergamasche), viene dai versi iniziali della poesia di Verlaine Clair de lune cantati nel sesto movimento: «Votre âme est un paysage choisi / Que vont charmant masques et bergamasques». Si dice che il compositore affermasse che Masques et bergamasques «è come l'impressione che si ricava dai quadri di Watteau».
La suite ricavata da questa composizione è rimasta una dei lavori più celebri del musicista, ed è stata basata su quattro movimenti esclusivamente orchestrali:
1. Ouverture: Allegro molto vivo
2. Menuet: Tempo di minuetto - Allegretto moderato
3. Gavotte: Allegro vivo
4. Pastorale: Andantino tranquillo

La Gavotta può venire eseguita prima del Minuetto. La durata totale è di circa 14 minuti e mezzo.